# Saqsaywaman
 (septembre 2017).
Si vous disposez d'ouvrages ou d'articles de référence ou si vous connaissez des sites web de qualité traitant du thème abordé ici, merci de compléter l'article en donnant les références utiles à sa vérifiabilité et en les liant à la section « Notes et références ».
Saksaywaman, Saqsaywaman, Sacsayhuamán ou Sacsahuamán (mot quechua signifiant « rapace content » ou « repu ») est une forteresse inca ou un centre religieux dédié au Soleil et à d'autres dieux incas, située à deux kilomètres de la ville de Cuzco, au Pérou. 
Construite vers le XIIIe siècle, très probablement dans un but défensif ou religieux, la forteresse se trouve à 3 700 m d'altitude. Elle a la forme d'une tête de puma, animal sacré dans la tradition inca.

## Architecture
Cet immense complexe architectural fut érigé à l'initiative de l'inca Pachacutec, poursuivie sous le règne de Tupac Yupanqui et peut-être achevée sous celui de Huayna Capac.

Elle est composée de trois murs ou remparts parallèles longs de 600 m, disposés en zigzag, lesquels sont constitués de blocs monolithiques de calcaire parfaitement assemblés et encastrés les uns dans les autres, d'un poids allant de 128 à 200 tonnes (les fondations sont en calcaire et les murs en andésite). Les enceintes, qui mesurent environ 360 m de long, sont reliées par des escaliers et des portes trapézoïdales. Les techniques utilisées pour transporter ces masses sont l'objet d'innombrables hypothèses, depuis l'archéologie expérimentale, qui imagine une « œuvre sacrée » où plus de 20 000 hommes travaillent pendant plus de 50 ans selon les directives des architectes Huallpa Rimachi, Inca Maricachi, Acahuana Inca et Calla Cunchuy, à rouler les blocs sur des galets, à les sculpter pour qu'ils s'ajustent, à entasser les galets en rampes pour élever les blocs en hauteur grâce à d'autres blocs servant de contrepoids, puis à démonter les rampes, jusqu'aux soucoupes volantes d'Erich von Däniken s'appuyant sur l'opinion du chroniqueur espagnol Sancho Pedro de la Hoz qui écrit en 1533 : 

« Dans tout le pays, vous ne trouverez pas de murailles aussi magnifiques. Elles sont composées de pierres si grandes, que personne ne peut croire qu'elles y aient été amenées par des êtres humains... Ni l'aqueduc de Ségovie, ni aucune autre construction réalisée par Hercule ou par les Romains ne peut être comparée à celle-ci. »

Ce complexe militaire ou religieux était garni de trois tours (marka en quechua) dont il reste les fondations :
- La tour ronde de Muyuqmarka abritait l'Inca et sa cour pendant les périodes de méditation et de jeûne.
- Celle de Paucamarca avait une fonction religieuse et était vouée au culte du Soleil. Sa base au sol est constituée d'un cercle de pierres d'une douzaine de mètres de diamètre et d'une structure en étoile dont la signification n'est pas éclaircie. D'après la légende, elle était reliée au temple du Soleil par un réseau de galeries souterraines.
- Celle de Suyaqmarka était réservée à la garnison et abritait des dépôts de nourriture, d'armes et de vêtements.

Les murs en dents de scie du site Inca de Saqsaywaman surplombant l’ancienne capitale Inca, Cuzco, au Pérou.

## Histoire
Construite par l'inca Pachacutec vers le milieu du XVe siècle, à la suite de l'attaque de Cuzco en 1438, elle fut finalement achevée par les incas qui suivirent (Tupac Yupanqui, Huayna Capac). 
Sous les murs de Saqsaywaman se joua l'un des derniers épisodes de la conquête du Pérou le 16 mai 1536. Lors du soulèvement de Manco Inca, les Espagnols, qui tenaient le centre de Cuzco, furent assaillis de toutes parts par des milliers de soldats incas. Ils réussirent de justesse à conserver leurs positions et tentèrent de desserrer l'étau par une contre-attaque sur Sacsayhuaman qui se solda par un échec : Juan Pizarro, le plus jeune des quatre frères, y fut mortellement blessé.
La bataille donna lieu à l'héroïque épisode du capitaine inca Cahuide, passé à la postérité[réf. nécessaire] : alors que les Espagnols assaillaient la tour où il s'était retranché avec plusieurs guerriers, il préféra sauter dans le vide et alla s'écraser au pied de celle-ci plutôt que de se rendre.
Le siège de Saqsaywaman a été relaté par un témoin oculaire de la bataille, Pedro Pizarro (le cousin des quatre frères), dans sa chronique Relacion del descubrimiento y conquista del Peru, rédigée en 1571.
Selon l'archéologie classique, c'est la culture Killke qui a construit la partie la plus ancienne du site il y a près de mille ans.

## Saqsaywaman dans la culture

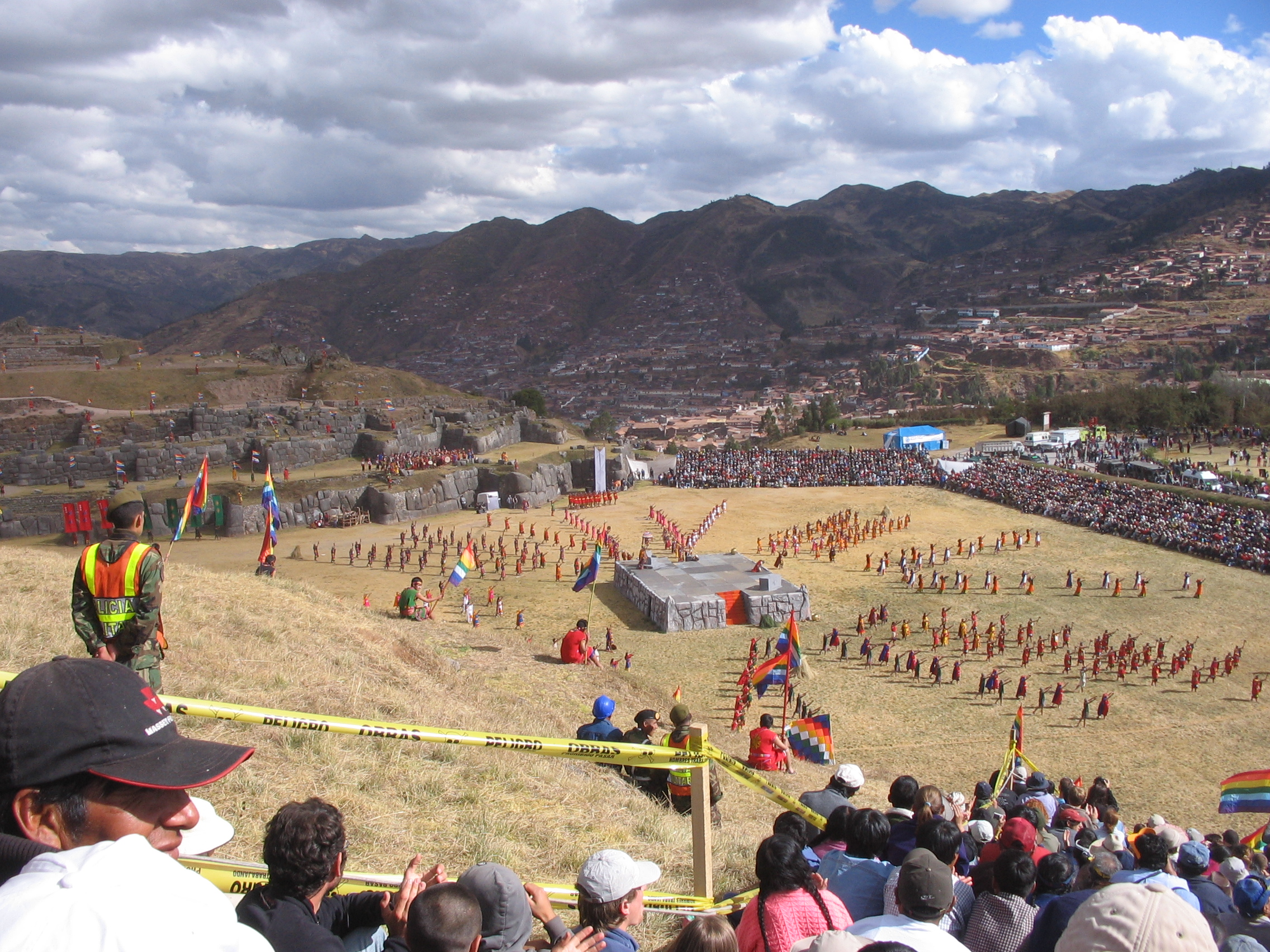
Inti Raymi en 2007.

- Chaque année, le 24 juin, est célébré l'Inti Raymi, la fête du Soleil. C'est le jour du solstice d'hiver dans l'hémisphère sud, celui dont la durée est la plus courte. Les Incas effectuaient des incantations pour le retour du soleil.
- Dans Le Temple du Soleil (quatorzième album de la série de bande dessinée Les Aventures de Tintin d'Hergé), les murailles de Saqsaywaman sont représentées planche 56[8].

### Vidéographie
- Les pierres vivantes de Sacsayhuaman ("The Living Stones of Sacsayhuaman"), Youtube

### Série télévisée
- Ce lieu apparaît dans le 8e épisode de la 14e saison de la série télévisée Ancient Aliens.